# NHK受信料訴訟
NHK受信料訴訟（NHKじゅしんりょうそしょう）とは、NHK受信料を巡る訴訟。

## 概要
東京都の男性は2006年3月22日以降自宅にテレビを設置しており、NHKは2011年9月21日到達の書面により受信契約の申し込みをしたが、男性は拒否した。そこでNHKは主位的請求として「受信設備を設置した者はNHKと受信契約しなければならない」と規定した放送法第64条第1項により2006年4月分から2014年1月分までの受信料として合計21万5640円の支払いを求め、予備的請求1として受信料と同額の損害賠償を、予備的請求2として男性には放送法の規定に基づく受信契約承諾義務があるとして承諾の意思表示とそれに伴い成立する受信契約に基づく受信料の支払いを、予備的請求3として男性が受信契約を締結しないことで得る不当利得の返還を求めて出訴した。一方で男性は放送法第64条第1項は訓示規定であり、受信設備設置者に受信契約締結を強制するものではなく、仮に受信契約締結を強制する規定であるとすれば受信契約設置者の契約の自由や知る権利や財産権を侵害し、日本国憲法の第13条、第21条、第29条に違反すると主張した。
2013年10月10日に東京地裁は申込書が届いた時点では契約が成立しないとして主位的請求及び予備的請求1を棄却し、放送法の規定は「テレビ設置者に放送費用を分担させるものだ」として予備的請求2を許容して男性に約20万円の支払いを命じる判決を言い渡した（予備的請求3については判断せず）。2014年4月23日に東京高裁は一審判決を支持し、これに対し男性が上告および上告受理申し立て、NHKが上告受理申し立てをそれぞれ行った。なお、2017年4月12日に法務大臣権限法第4条に基づき、法務大臣は放送法第64条第1項が合憲であるとする意見書を最高裁判所に提出した。
2017年12月6日に最高裁判所大法廷は放送法第64条第1項の規定がテレビの設置者に契約を強制するものだとし、NHK受信料制度は「憲法の保障する表現の自由や国民の知る権利を具体化するという放送法の目的にかなう合理的な仕組みで、契約の強制も許される」とした。一方で、契約を拒む受信者との間に契約を成立させるには、NHKが契約を求める訴訟を起こし、勝訴判決の確定が必要との判断も示した。
木内道祥裁判官は「確定判決で契約は成立しない」とする反対意見を述べた。岡部喜代子裁判官は「緊急時などの必要な時にNHKを視聴でき、公平負担の趣旨からも受信設備設置者に契約を求めることは合理的」とする補足意見を、鬼丸かおる裁判官は「締結強制は契約締結の自由という私法の大原則の例外。受信契約の内容も法定されるのが望ましい。」とする補足意見を、小池裕と菅野博之裁判官は「受信設備を廃止したとしても、過去の設置から廃止までの期間の受信契約締結を強制できる」とする共同補足意見をそれぞれ述べた。